# Connie de la Mora
Connie de la Mora (Ciudad de México, 1951)  es una actriz mexicana de cine, teatro y televisión retirada. Inició su carrera en 1973 y finalizó en el año 2008.

## Trayectoria

### Telenovelas
| Año       | Nombre                   | Papel                     |
| --------- | ------------------------ | ------------------------- |
| 1990      | Yo compro esa mujer      | Blanca Flor Montes de Oca |
| 1983-1984 | Amalia Batista           | Diana                     |
| 1982-1983 | Mañana es primavera      | Emilia                    |
| 1980      | Sandra y Paulina         | Silvia                    |
| 1980-1981 | Soledad                  | Marilú Pertierra          |
| 1979-1980 | Los ricos también lloran | Patricia Medina           |
| 1975-1976 | Barata de primavera      | Diana                     |

#### Series de TV
| Año  | Nombre                       | Papel             |
| ---- | ---------------------------- | ----------------- |
| 2008 | La rosa de Guadalupe         | Varios personajes |
| 2005 | Mujer, casos de la vida real | Varios personajes |
| 1988 | Papá soltero                 | -                 |
| 1978 | Sábado loco, loco            | -                 |

### Roles de películas
| Año  | Nombre                  | Papel       |
| ---- | ----------------------- | ----------- |
| 1975 | La loca de los milagros | -           |
| 1973 | La montaña sagrada      | Mujer Calva |

- Datos: Q111737402